# 지방자치 및 균형발전의 날
지방자치 및 균형발전의 날은 지방자치 및 균형발전에 관한 국민의 관심을 높이고, 그 성과를 공유하는 것을 목적으로 지정한 기념일이다. 매년 10월 29일을 대한민국의 기념일로서 기념하기 위하여 2012년 10월 22일에 법정 기념일로 제정되었다. 제정 당시에는 지방자치의 날이었으나 2023년 7월 10일 지금의 이름으로 바뀌었다.

## 같이 보기
- 대한민국의 기념일
- 지방 자치
- 대한민국 행정안전부